# Krakenovy dny
Krakenovy dny (Дни Кракена) je název nedokončeného vědeckofantastického románu ruského sovětského spisovatele Arkadije Strugackého z let 1962–1963. Torzo románu bylo prvně vydáno roku 2001, přičemž toto vydání bylo doplněno o prvotiny obou bratrů a o první pokusy o společnou tvorbu (pět z těchto textů vyšlo česky v knize Stará spojení). 

## Obsah knihy
- Arkadij Strugackij: Jak zemřel Kang (1946, Как погиб Канг). Povídka vypráví o velkém prastarém hlubinném dravci, něco mezi plesiosaurem a ichtyosaurem, který díky své síle dokáže obstát v boji s ostatními podmořskými dravci. Čas od času jej nepochopitelná síla nutí změnit své stanoviště, tentokrát však nezůstává při mořském dně, ale začíná stoupat vzhůru kde zasáhne do boje ponorky a torpédoborce. Kang ponorku potopí, ale je zabit torpédoborcem.
- Arkadij Strugackij: Čtvrté království (1952, Четвертое Царство). Povídka se odehrává na Dálném východě krátce pod druhé světové válce a líčí vyšetřování záhadného incidentu, kdy se v sovětské pohraniční oblasti objeví postřelený člověk s poraněním kůže podobným spálenině, který hovoří pouze anglicky.
- Arkadij a Boris Strugačtí: Písečné šílenství (1955 nebo 1956, Песчаная горячка). Jde o první společné dílo obou bratrů odehrávající se na Venuši, planetě nachových mračen. Povídka, působící až surreálně, líčí vztahy, pocity a skutky lidí po prožitých fyzických a psychických útrapách. Hrdinové povídky mají zjevně halucinace a čtenář, který se dívá na příběh jejich očima, se nemůže dopátrat toho, co se skutečně stalo.
- Boris Strugackij: Ztracený v davu (1955, Затерянный в толпе). Povídka nám představuje značně sugestivním způsobem člověka, jehož po úrazu potkala ztráta stávající paměti a nalezení nové.
- Boris Strugackij: Hvězdolet «Аstra-12» (1957, Звездолет «Астра-12»), varianta první kapitoly románu Planeta nachových mračen.
- Boris Strugackij: Kdo nám to řekne, Ewidatte? (1957 nebo 1958, Кто скажет нам, Эвидаттэ?). Ichtyologovi Sergeji Sergejevičovi se k ránu zdá velmi živý sen. Ke svému překvapení pak zjistí že co se zdálo být snem, je skutečností a on že se ocitl v cizím těle na neznámém místě.,
- Arkadij Strugackij: Strašně velká planeta (1957 nebo 1958, Страшная большая планета), první varianta povídky Cesta na Amalteu, která na rozdíl od definitivní společné verze obou bratrů končí tragicky.
- Boris Strugackij: Návrat (někdy mezi 1956–1958, Возвращение), povídka ve stylu klasického hororu.
- Arkadij Strugackij: Narcis (kolem 1961, Нарцисс), parafráze mýtu o Narcisovi, který žije v polovině 20. století a disponuje mimořádnou silou hypnotické sugesce.
- Arkadij Strugackij: Venuše. Archaismy (1962, Венера. Архаизмы), kapitola, která nebyla zařazena do románu Tachmasib letí k Saturnu.
- Boris Strugackij: Třicátý sedmý rok (někdy mezi 1961–1965, Год Тридцать Седьмой), povídka z období tzv. Velké čistky v Sovětském svazu.
- Arkádii Strugackij: Dni Krakena (1962–1963, Дни Кракена), nedokončený román. Japonští hlubinní potápěči darovali leningradskému ústavu pro studium bezobratlých krakena, obří chobotnici dlouhou bez chapadel dvacet metrů. Brzy se zjistí, že kraken je obdařen inteligencí a že se nechal od lidí dobrovolně chytit, protože se od ostatních chobotnic dozvěděl, že lidé ho budou dobře krmit.
- Boris Strugackij: Myslí člověk? (1963 nebo 1964, Мыслит ли человек?). Do rukou jistého novináře se neznámým způsobem dostane zašifrovaný text, který dekódovací počítač dokáže rozšifrovat do více než sedmi miliónů variant. Jednou z nich je obhajoba diplomové práce na téma kvazirozumného organismu, který se nazývá člověk.
- Arkadij a Boris Strugačtí: Adarwinismus (1963, Адарвинизм), krátký scénář, zahrnující vtipné komentáře obyčejných věcí, které jsou však pojaty úplně novým a zábavným způsobem.

## Česká vydání
- Stará spojení, Argo, Praha 2010, přeložil Libor Dvořák, bilingvní vydání prvotin obou bratrů a jejich prvních pokusů o společnou tvorbu. Kniha obsahuje Písečné šílenství, Jak zemřel Kang, Ztracený v davu, Kdo nám to řekne, Ewidatte? a scénář Adarwinismus.